# Protitanková puška Boys
Protitanková puška Boys byla britskou protitankovou puškou používanou v průběhu 2. světové války. Původně se zbraň měla jmenovat Stanchion, ale těsně před formálním zavedením zbraně do výzbroje zemřel hlavní konstruktér zbraně Henry C. Boys a tak byla puška pojmenována po něm.

## Historie
Projekt na vytvoření protitankové pušky odstartoval roku 1934. Na začátku vývoje puška používala modifikovaný náboj .50 BMG, který byl záhy shledán jako málo výkonný a tak byla ráže zvětšena na 13.9 mm a na nábojnici byl přidán nákružek. Zbraň byla zavedena do výzbroje roku 1937. V červnu 1939 byl zaveden do výzbroje nový typ náboje s vyšší průbojností Mk II. Tento náboj byl plněn silnějším prachem a měl lehčí a kratší projektil, který dosahoval vyšší úsťové rychlosti. Prvního boje se puška Boys zúčastnila v zimní válce v rukou Finů. Osvědčila se poměrně dobře vůči slabě pancéřovaným tankům Sovětského svazu jako byl T-26. Při bojích v Norsku a ve Francii si vedla zbraň poměrně dobře vůči slabě pancéřovaným německým tankům Panzer I, II i III. Při bojích v severní Africe již spojenci čelili modernějším německým tankům s lepším pancéřováním, které již nebylo možné touto zbraní vyřadit. PT puška Boys tak mohla být používána jen vůči slabě pancéřovaným vozidlům, italským tankům a polním opevněním. Až do konce války mohla být s úspěchem používána na pacifickém bojišti proti japonským tankům, které byly stále slabě pancéřované. V roce 1942 byl vyvinut náboj s wolframovým jádrem, který vznikl na základě prozkoumání německého náboje 7.92×94, ale nebyl přijat do výzbroje, protože puška Boys již byla považována za zastaralou. Výroba byla ukončena v roce 1943, ve prospěch nově vyráběného PIATu.

## Konstrukce
Boys byl zkonstruován jako opakovací puška s otočným odsuvným závěrem. Puška má schránkový jednořadý zásobník nasazovaný shora. Kvůli umístění zásobníku jsou mířidla umístěna excentricky na levé straně. Pouzdro závěru společně s hlavní konalo po výstřelu zákluz uvnitř rámu spojeného s ramenní opěrkou. Rám byl vybaven pružinovým dorazem (buffer), který tlumil zpětný ráz. Ramenní opěrka je opatřena polstrovanou botkou pro zmírnění zpětného rázu. Na levé straně rámu s botkou byla umístěna lícnice.

## Verze

### Mk I*
Vylepšená verze Mk I* se začala vyrábět od dubna 1942 v kanadské zbrojovce John Inglis and Company do prosince roku 1943 a celkem zde bylo vyrobeno 45 234 kusů. Monopod ve tvaru obráceného obráceného T byl nahrazen lehčí rozkládací dvojnožkou, která rovněž zajišťovala větší stabilitu. Kruhová úsťová brzda byla nahrazena novější pravděpodobně odvozenou od Solothurn S18-1000, která měla umístěny otvory za sebou. Novější úsťová brzda byla jednodušší na údržbu, efektivněji tlumila zpětný ráz a při výstřelu nevířila prach a kamínky před hlavní. Původní verze Mk I měla dioptrické hledí, které bylo možné nastavit na 300 nebo 500 yardů u verze Mk I* bylo fixní nastavení hledí na 300 yardů.

### Mk II
Verze Mk II nikdy nepřekročila stádium prototypu a také o ní není známo mnoho informací. Jednalo se o výsadkářskou verzi, která měla být kratší a lehčí. Odlehčení zbraně bylo dosaženo použitím lehkých slitin, které údajně způsobovaly deformace zbraně. Zkrácení hlavně na 762 mm zhoršilo průbojnost zbraně a odstranění úsťové brzdy silně zvýšilo zpětný ráz.

## Uživatelé

### Finsko
Finové obdrželi 100 zbraní, které použili během zimní války z nichž 30 bylo používáno švédskými dobrovolníky. Dalších 100 obdrželi od Britů v meziválečném čase a dalších 200 odkoupili od německé armády, která je získala během tažení ve Francii.

### USA
Americká armáda obdržela 771 Boys Mk. I* vyrobených v Kanadě, bojové využití našly u námořní pěchoty v Pacifiku. Menší počet zbraní byl po válce přestavěn na ráži .50, vybaven puškohledy a použit v korejské válce jako odstřelovací puška.

### Sovětský svaz
Sovětský svaz obdržel 3 200 pušek na základě Lend and Lease Act.

### Čína
Čína obdržela 6 129 pušek Mk.1*